# Johannes Stabius

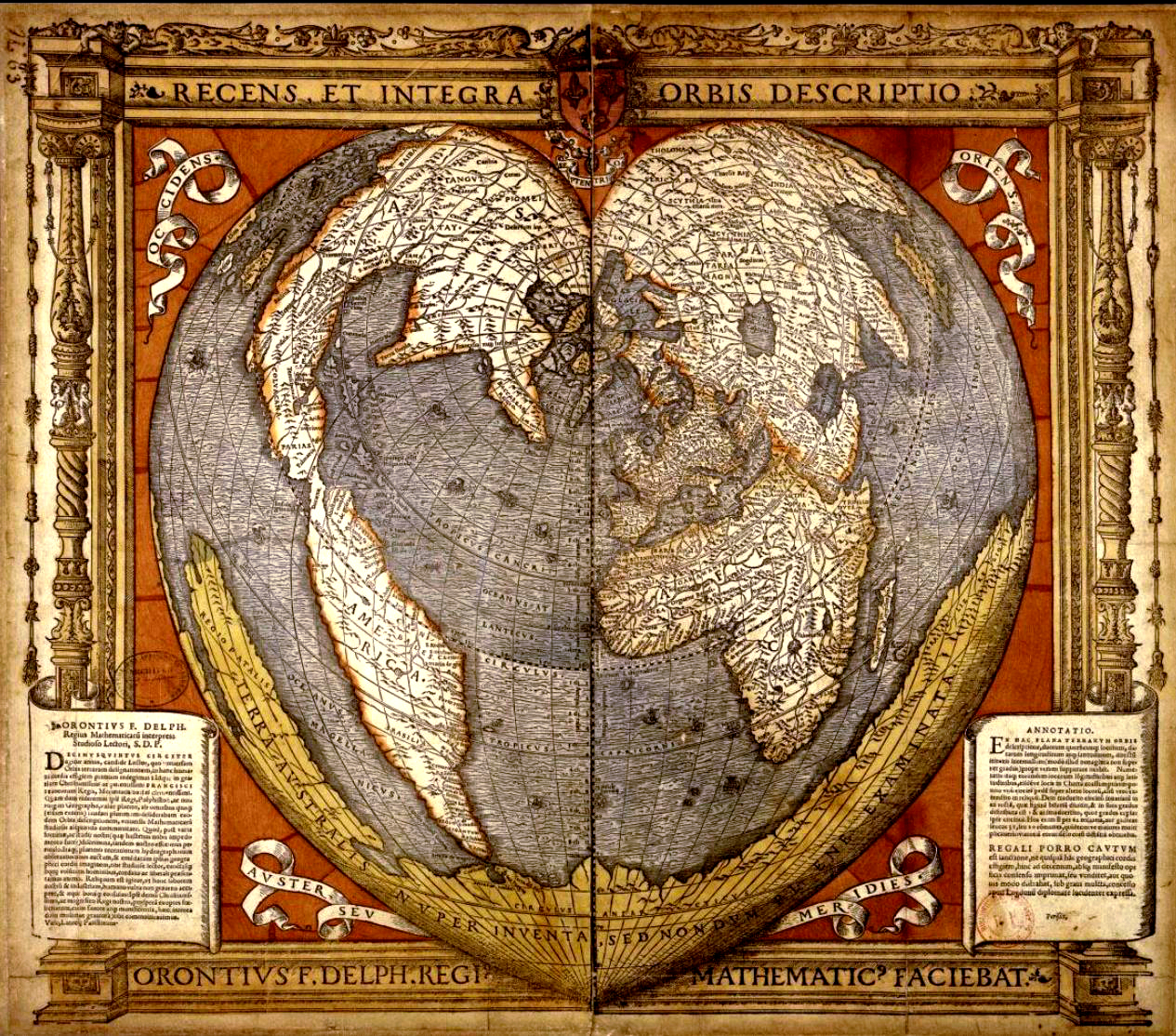
Mapamundi con proyección cordiforme, proyección desarrollada originalmente por Johannes Stabius (Recens et integra orbis descriptio, Paris, 1536).

Johannes Stabius (Viena, ca. 1450-Graz, 1522) fue un humanista y cartógrafo austriaco. Gran amigo y colaborador científico de Alberto Durero, es muy conocido por haber desarrollado una proyección geográfica de la tierra en forma de corazón, proyección que posteriormente llevó a la práctica Johannes Werner y que se conoce como proyección Stab-Werner.

## Biografía
Poco se sabe de este autor sólo que fue profesor de Matemáticas en Ingolstadt, que en el año 1491 entabló amistad con Alberto Durero y que a partir de 1497 fue a dar clases a la Universidad de Viena obteniendo en 1503 los cargos administrativos y del estado que le ponían al servicio de Maximiliano I, siendo a partir de 1508 su Secretario. 

## Obras
Existen algunas obras científicas asignadas a este autor. La más extravagante es la ejecución en 1522 de un "Arco de Triunfo" que desarrolló Durero. Escribió una genealogía de los Habsburgo. 

### Cartografía
En cartografía es conocido por el desarrollo de la proyección cordiforme (con forma de corazón) que desarrolló alrededor del año 1500, esta proyección fue tratada también por otros cartógrafos como Petrus Apianus y Johannes Werner. 

### Gnomónica
En el terreno de la gnomónica en el año 1502 en colaboración con Werner construyen un gran reloj de sol en la pared de la capilla que da al este en la iglesia de San Lorenzo de Núremberg. Alberto Durero le retrató junto con sus relojes de sol en el único retrato del que se dispone con su imagen.